# Sammi Haney
Sammi Haney (* 25. August 2010 in San Antonio) ist eine US-amerikanische Kinderdarstellerin, die mit ihrer Rolle Esperanza Jimenez in Raising Dion bekannt wurde.

## Leben und Wirken
Haney wurde als jüngstes von drei Kindern mit Osteogenesis imperfecta Typ III geboren. Über einen Artikel über einen barrierefreien Wasserpark in der New York Times wurden die Macher von Raising Dion auf sie aufmerksam und verpflichteten sie für die Rolle darin. Zuvor war sie in einer Folge der Reality-TV-Serie Unsere kleine Großfamilie zu sehen.
Seit 2019 vertreibt sie mit ihrem Vater T-Shirts.

## Filmografie
- 2019: Unsere kleine Großfamilie (7 Little Johnstons, eine Folge)
- 2019–2022: Raising Dion (Fernsehserie)